# Stadio Giovanni Maria Fattori
Lo stadio Giovanni Maria Fattori è lo stadio di calcio di Civitavecchia (RM); attualmente ospita le attività di numerose società locali nonché altri eventi sportivi.

## Storia
Lo stadio, esempio per i tempi di architettura moderna, venne progettato dall'ing. Mario Castaldi; venne inaugurato il 15 Ottobre 1936 con un'amichevole tra Roma e Lazio e prese il nome di Campo Littorio, in seguito ribattezzato Stadio Comunale, è oggi conosciuto come Stadio Giovanni Maria Fattori in memoria di uno dei più attivi presidenti della S.S. Civitavecchiese, prima storica società sportiva di Civitavecchia, con un incontro tra la Civitavecchiese ed il Cosenza finito in parità.

## Struttura
Lo stadio è costituito da due tribune vecchio stile, di cui una provvista di copertura; quest'ultima viene infatti denominata Tribuna coperta (unico settore numerato), opposta alla quale c'è la Gradinata popolare, che viene storicamente occupata dalla tifoseria più colorita del Civitavecchia Calcio. La popolare presenta
una zona laterale delimitata come settore ospiti; la fascia centrale della tribuna coperta è invece provvista di seggiolini.

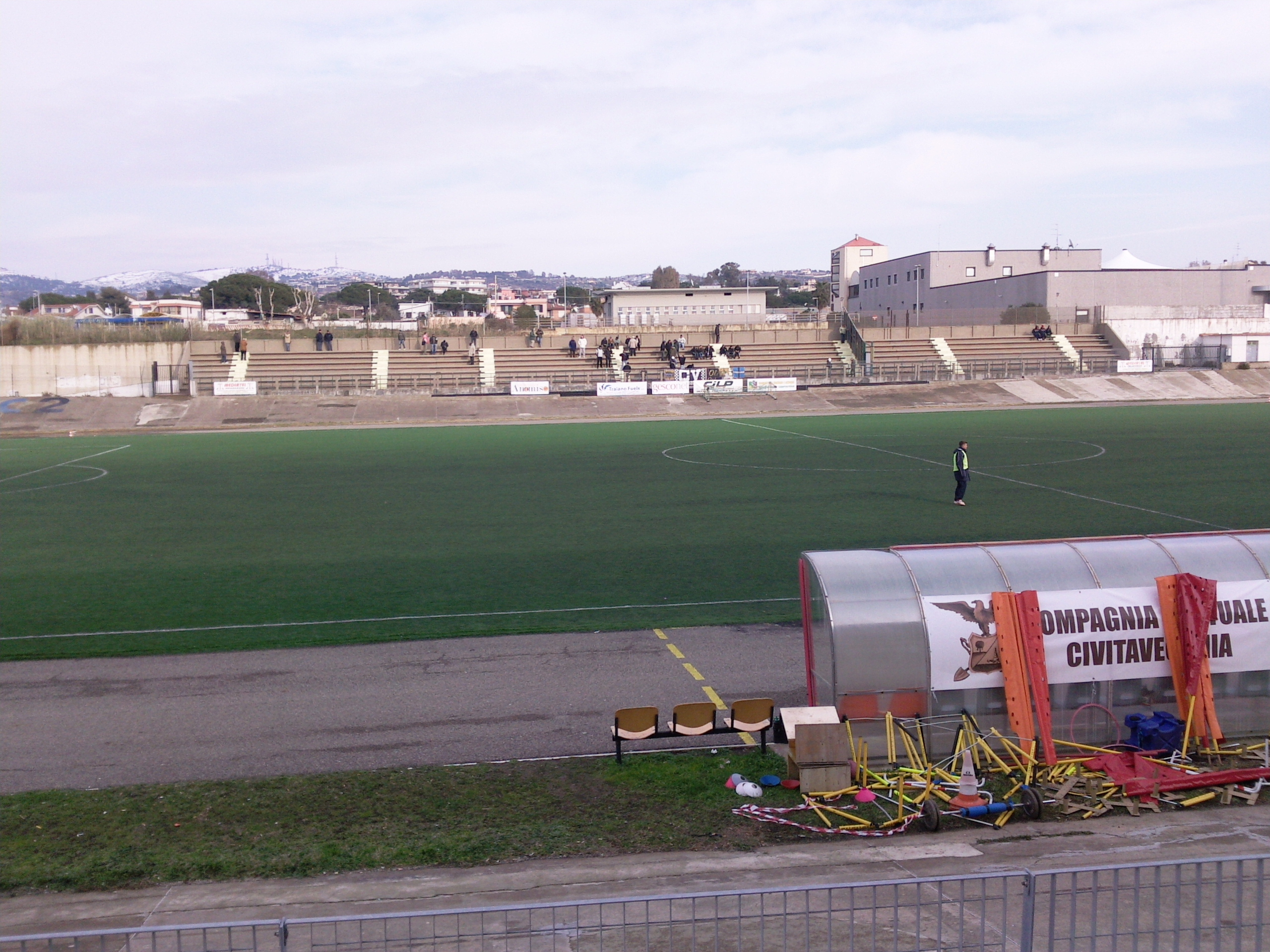
La gradinata; a destra il settore ospiti (2012)

Il manto del campo di calcio è in erba sintetica e si presentava all'epoca dell'installazione come uno dei migliori nel Lazio.
Intorno al rettangolo di gioco sono presenti una pista di atletica (in asfalto) e una pista ciclistica (in cemento) della lunghezza di 465 metri.
Un tempo la capienza era di circa 2.500 spettatori, ora dopo le ultime normative sulla sicurezza, la capienza effettiva è di 1.704 posti a sedere, suddivisi in:
710 posti nella tribuna ovest coperta,
700 posti nella tribuna est "gradinata popolare" e
294 posti nel settore ospiti (settore unito alla tribuna est e diviso da un'inferriata).

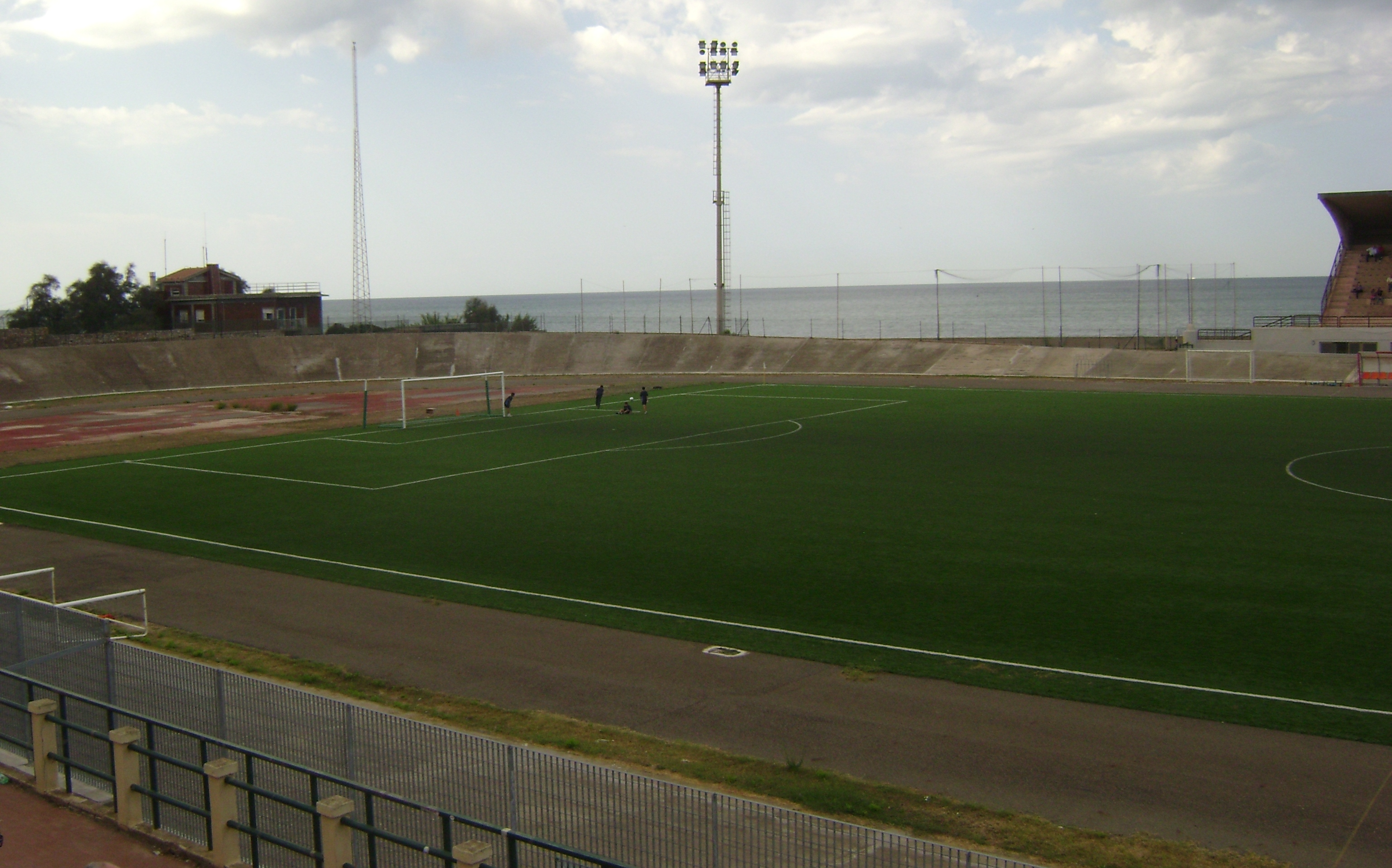
La curva del velodromo